# Avtandil Ebralidze
Avtandil Ebralidze (in georgiano ავთანდილ ებრალიძე?; Tbilisi, 3 ottobre 1991) è un calciatore georgiano, centrocampista del Lourosa.

## Carriera

### Nazionale
Debutta in nazionale il 15 ottobre 2013 in Spagna-Georgia (2-0).